# Galaxias parvus
Galaxias parvus är en fiskart som beskrevs av Frankenberg, 1968. Galaxias parvus ingår i släktet Galaxias och familjen Galaxiidae. IUCN kategoriserar arten globalt som otillräckligt studerad. Inga underarter finns listade i Catalogue of Life.